# J. H. Kramers
Johannes Hendrik Kramers (Rotterdam, 26 febbraio 1891 – 17 dicembre 1951) è stato un arabista e islamista olandese.
Fu professore di Arabistica e Islamistica nell'Università di Leida e partecipò a numerose iniziative scientifiche internazionali, tra cui l'edizione della Encyclopaedia of Islam/Encyclopédie de l'Islam.
Fu autore di una traduzione del Corano.